# Lingua canaan
La lingua canaan, detta anche knaan o giudeo-slava, era una lingua slava occidentale ebraica, parlata nelle terre ceche, oggi situate nella Repubblica Ceca. 

## Storia
Si estinse alla fine del Medioevo. Il nome canaan si applica soprattutto alla lingua parlata dagli ebrei cechi, ma anche ad altre lingue giudeo-slave.
Il nome deriva dal termine antico Canaan (in ebraico כנען "kəna‘an").  In modo simile al caso del nome ebraico Tzarfath (biblico Zarephath) che è diventando il nome per la Francia in seguito all'espulsione dei giudei dalla Giudea ad opera dei romani, la ragione per cui venisse usato il nome canaan per le regioni slave non è chiara.